# 사랑의 시간 (1990년 영화)
《사랑의 시간》(Time Of Love, Nobat E Asheghi)은 튀르키예에서 제작된 모흐센 마흐말바프 감독의 1990년 드라마, 멜로/로맨스 영화이다. 쉬버 게레데 등이 주연으로 출연하였고 압바스 런지바 등이 제작에 참여하였다. 1995년 칸 영화제의 주목할만한 시선 부문에서 상영되었다.

## 출연

### 주연
- 쉬버 게레데
- 압돌라흐먼 팔러이
- 멘데레스 사만질라
- 아켄 툰즈

## 기타
- 미술: 모하마드 나스로라히